# Lubasz (województwo wielkopolskie)
Lubasz – wieś w Polsce położona w województwie wielkopolskim, czarnkowsko-trzcianeckim, w gminie Lubasz.

## Podział wsi
| SIMC    | Nazwa     | Rodzaj                 |
| ------- | --------- | ---------------------- |
| 0527316 | Bończa    | część wsi (do 2023 r.) |
| 1005809 | Cegielnia | część wsi              |
| 0527322 | Sławienko | część wsi (do 2023 r.) |
| 1005927 | Zielonowo | część wsi              |

## Historia
Miejscowość pierwotnie związana była z Wielkopolską. Ma metrykę średniowieczną i istnieje co najmniej od końca XIV wieku. Wymieniona w dokumencie z 1392 jako Lubacz, Lubasz, 1393 Lubos, 1396 Lubosz, 1403 Lubas, 1406 Lubasch, 1416 Lubyasz, 1428 Lubosch, 1432 Lubarscz, 1466 Magna Lubasz, 1499 Lyubasz, 1501 Lubus, 1563 Liubasz.
Wieś była własnością szlachecką w dobrach czarnkowskich należącą do lokalnej szlachty wielkopolskiej. Wywodził się z niej ród szlachecki Lubaskich herbu Przosna. Oprócz Lubaskich źródła notują także innych posiadaczy części wsi: Trąmpczyńskich, Izdbieńskich, Bienińskich, Włościejewskich. W 1462 miejscowość leżała w powiecie poznańskim Korony Królestwa Polskiego. W 1446 miejscowość należała do parafii Lubasz, a w 1510 należała do dekanatu Oborniki.
Wieś szlachecka położona była w 1580 roku w powiecie poznańskim województwa poznańskiego w Rzeczypospolitej Obojga Narodów.
W 1403 Michał dziedzic Lubasza nadał plebanowi oraz jego następcom aktem darowizny jako fundację mszalną ogród, położony obok własnego. W 1495 we wsi odnotowano staw rybny. W 1462 Cecylia Lubaska, w asystencji stryja Wincentego Kozarzewskiego oraz wuja Jana z Kołaczkowa, sprzedała mężowi Janowi Trąmpczyńskiemu sumę 100 kóp groszy zapisaną na dobrach po ojcu w Lubaszu i Stojkowie. W 1471 Agnieszka Lubaska kwituje swą siostrę Cecylię, żonę Jana z Trąmpczyna, z dóbr po ojcu i matce w Lubaszu i Stojkowie. W 1497 z powodu zaniedbania przez miejscowego plebana Jana Lubaskiego  obowiązku udziału w wyprawie wojennej prawo do Lubasza uzyskuje Jan Firlej ze Stróżysk. Na przełomie XV i XVI wieku dziedziczkami Lubasza i Górki były siostry Katarzyna oraz Małgorzata Lubaskie. W 1526 sędziowie polubowni rozgraniczyli Bzowo należące do Mikołaja Bzowskiego oraz Lubasz i Stojkowo własność Wojciecha Trąmpczyńskiego. W 1535 dziedzic Lubasza Jan Bieniński zapisał żonie Barbarze po 250 grzywien posagu i wiana na połowie swych części we wsiach Stojkowo i Lubasz. W latach 1564–1580 dziedzicami wsi byli bracia Jakub i Stanisław Włościejewscy. W 1577 sprzedali oni część wsi za 700 grzywien Stanisławowi Biegańskiemu zobowiązując się do wykupu tej części w ciągu 3 lat od Biegańskiego lub jego potomków. W dokumencie ustalono prawo nabywcy do połowu ryb w miejscowych jeziorkach oraz do wyrębu drzew w należących do wsi lasach.
Wieś odnotowano w historycznych dokumentach podatkowych. W 1475 oraz 1499 Lubasz odnotowano w wykazie zaległości podatkowych. W 1508 pobór zapłacił dziedzic Lubaski od 8 półłanków oraz po 6 groszy z dwóch karczm, a Wojciech Trąmpczyński zapłacił od 6 półłanków oraz jednej kwarty, a także 6 groszy od karczmy. W 1509 Wojciech Trąmpczyński zapłacił pobór od 5 półłanków oraz jednej kwarty i 3 grosze z karczmy. Dziedzic Lubaski zapłacił natomiast od 8 półłanków oraz po 3 grosze z dwóch karczm. Dziedzic Bzowski zapłacił od 3 półłanków oraz po 3 grosze z dwóch karczm. W 1510 Lubasz miał 21 półłanków, w tym 4 półłanki opuszczone, na których gospodarowało 25 zagrodników. Odnotowano także karczmę. W 1563 miał miejsce pobór od 7 łanów oraz 4 karczm dorocznych. W 1577 Stanisław Włościejewski zapłacił pobór od majątku we wsi. W 1580 Jakub Włościejewski zapłacił pobór od dwóch półłanków, 8 zagrodników, dwóch komorników oraz od karczmy z rolą; a Stanisław  Włościejewski zapłaci od 3 półłanków, roli karczmarskiej oraz od 9 zagrodników.
W 1498 imiennie odnotowano kmieci mieszkańców Lubasza - Wojciecha Liska gospodarującego na jednym łanie oraz karczmarza Wojciecha Granda. W 1495 wspomniany został Wawrzyniec Kowal miejscowy karczmarz. W 1512 wspomniano kolejnego karczmarza Jaromierza, a w 1577 kmieciów Macieja Bieczuta oraz Grzegorza.
W wyniku II rozbioru Rzeczypospolitej w 1793, miejscowość przeszła w posiadanie Prus i jak cała Wielkopolska znalazła się w zaborze pruskim w granicach Wielkiego Księstwa Poznańskiego.
W latach 1975–1998 miejscowość administracyjnie należała do województwa pilskiego.

## Obecnie
Miejscowość jest siedzibą gminy Lubasz. We wsi znajduje się późnobarokowy kościół parafialny oraz barokowy pałac z parkiem krajobrazowym, przebudowywany w późniejszych epokach. Od wschodu wieś ograniczają brzegi jeziora Lubaskiego. We wsi znajduje jezioro o 1. klasie czystości, ośrodek wypoczynkowy z polem biwakowym oraz domki letniskowe, przedszkole, jedna szkoła podstawowa, dwa gimnazja (w tym jedno niepubliczne) oraz zespół szkół ponadgimnazjalnych Edukacja Lubasz.
Na terenie wsi czynna jest hala sportowa ze ścianą wspinaczkową i siłownią. Na terenie ośrodka wypoczynkowego znajduje się zespół boisk Orlik a na ulicy Szkolnej boisko wielofunkcyjne z gumową nawierzchnią. W Lubaszu działa klub sportowy UKS OPTIMUM Lubasz. Sekcja tenisa stołowego znajduje się w czołówce Województwa Wielkopolskiego i skupia 40 zawodników.
Lubasz podzielony jest na kilka osiedli - Osiedle Górczyn, Osiedle Gorajskie oraz Osiedle Glinki. W centrum wsi swoje oddziały mają dwa banki. Przez Lubasz biegnie czynna dla ruchu towarowego linia kolejowa Wągrowiec ↔ Bzowo Goraj. Lubasz posiada kolejowy przystanek osobowy i ładownie.
Z Lubasza wywodzi się stara odmiana śliwy

Podanie o zaklętym zamku w Lubaszu opisał Lucjan Siemieński.

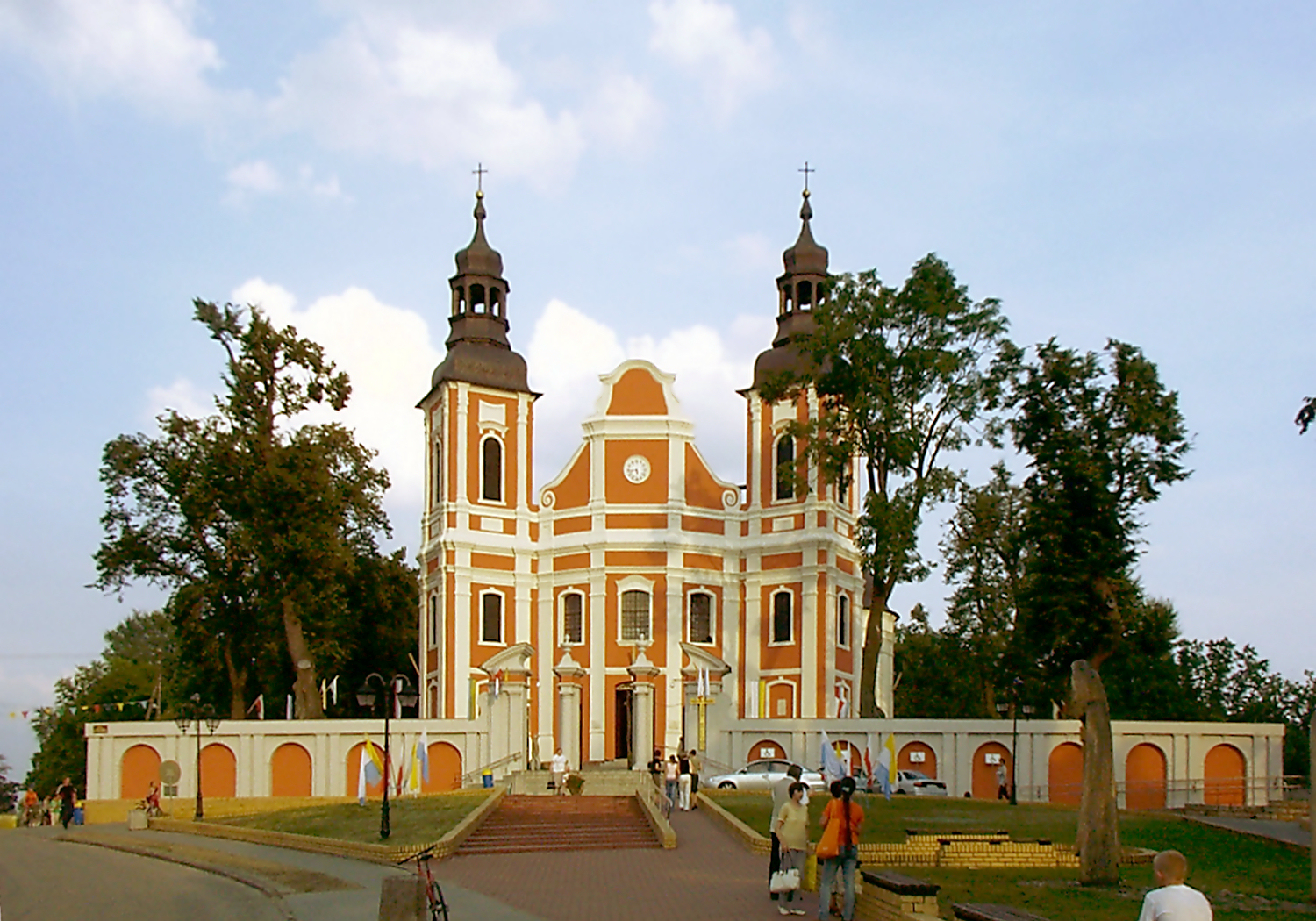
Kościół
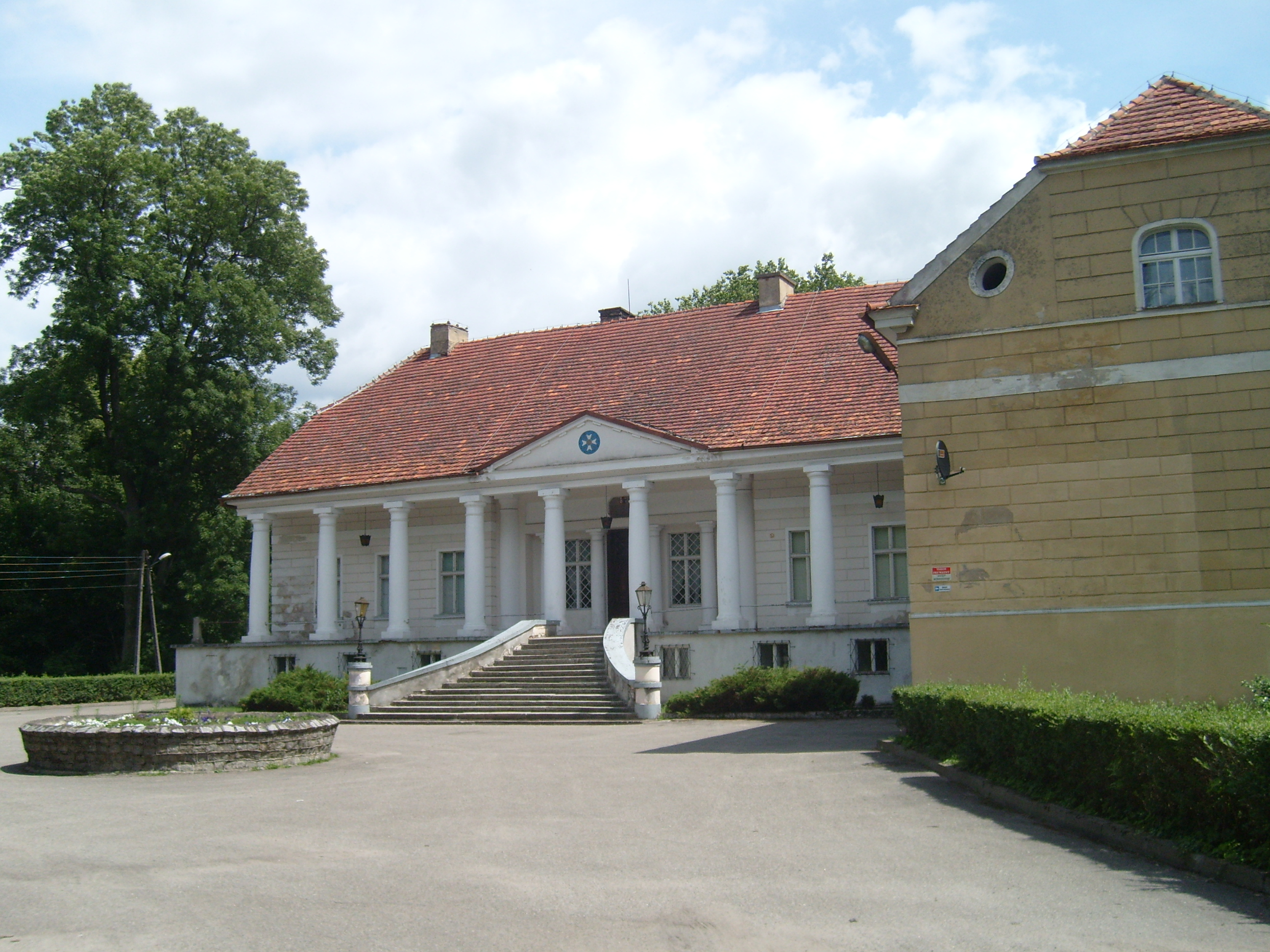
Pałac
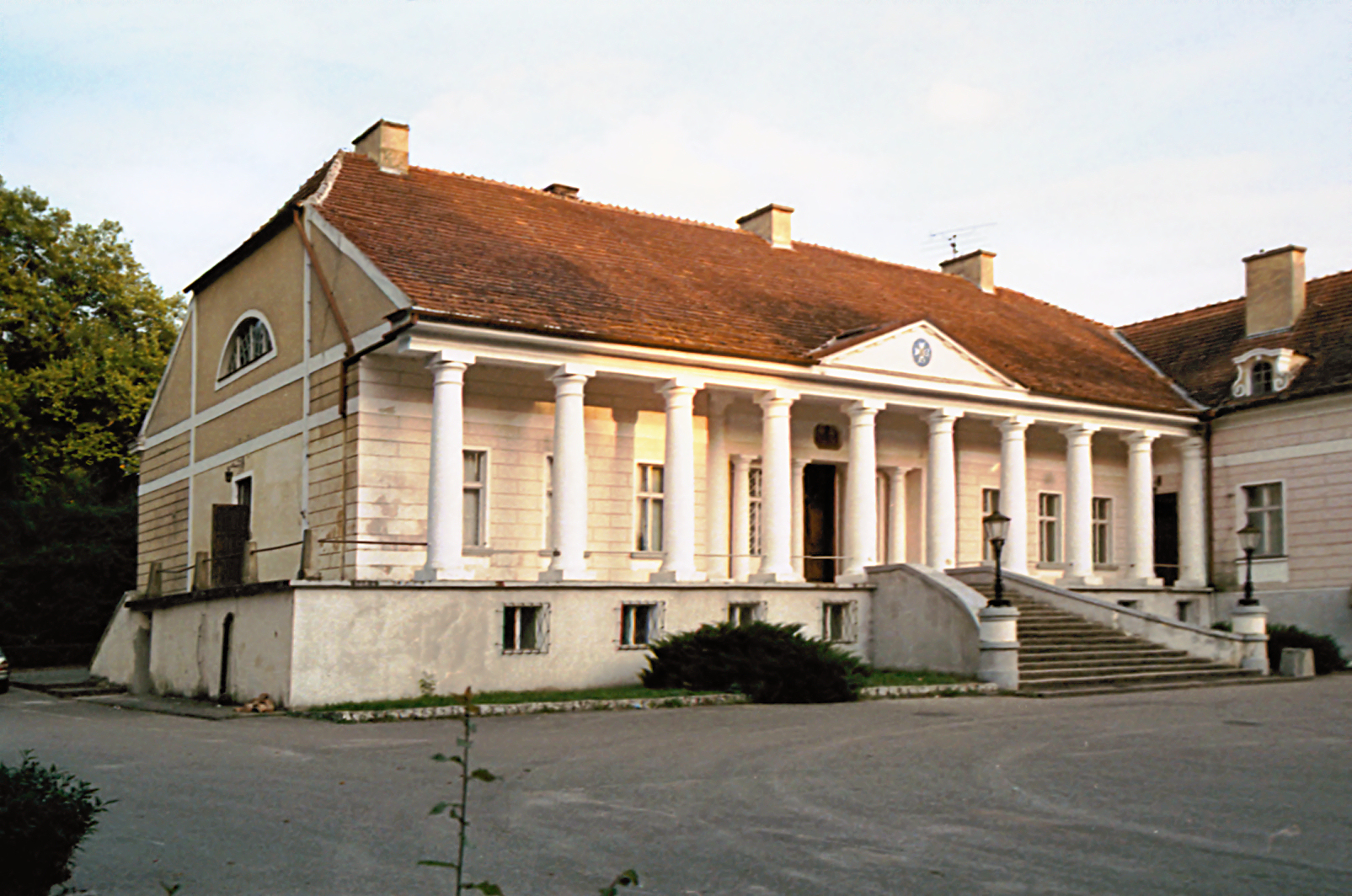
Pałac
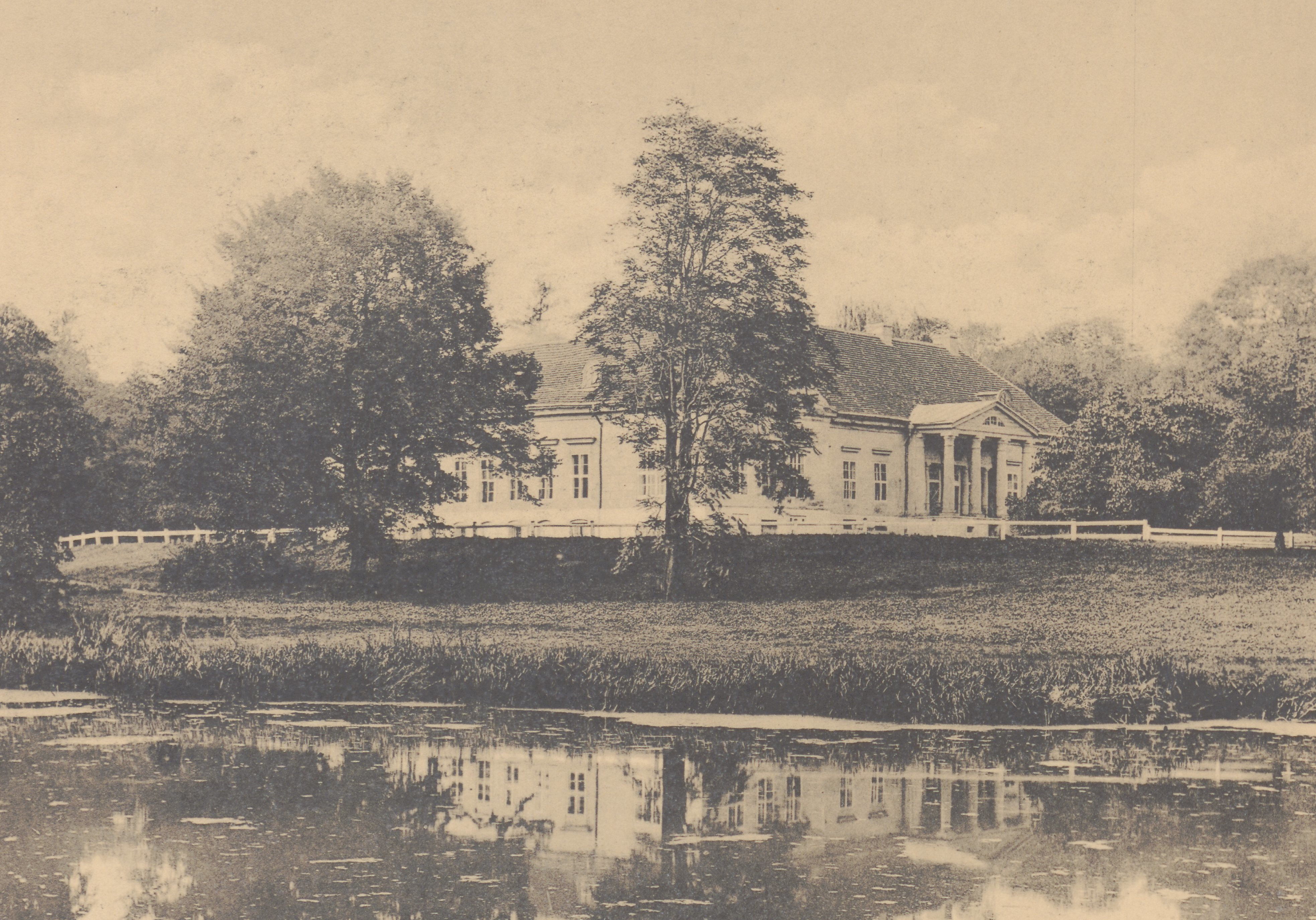
Pałac
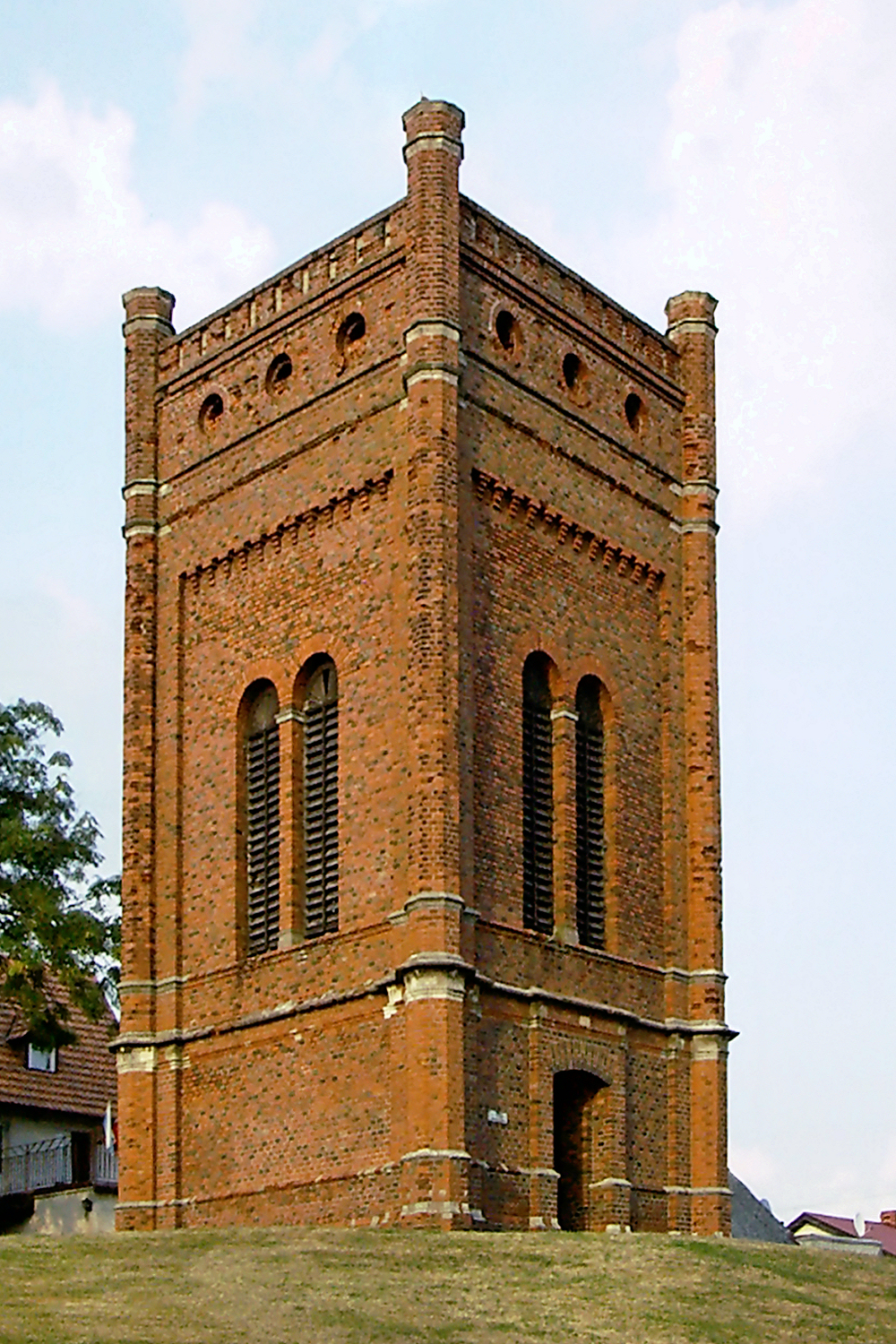
Dzwonnica
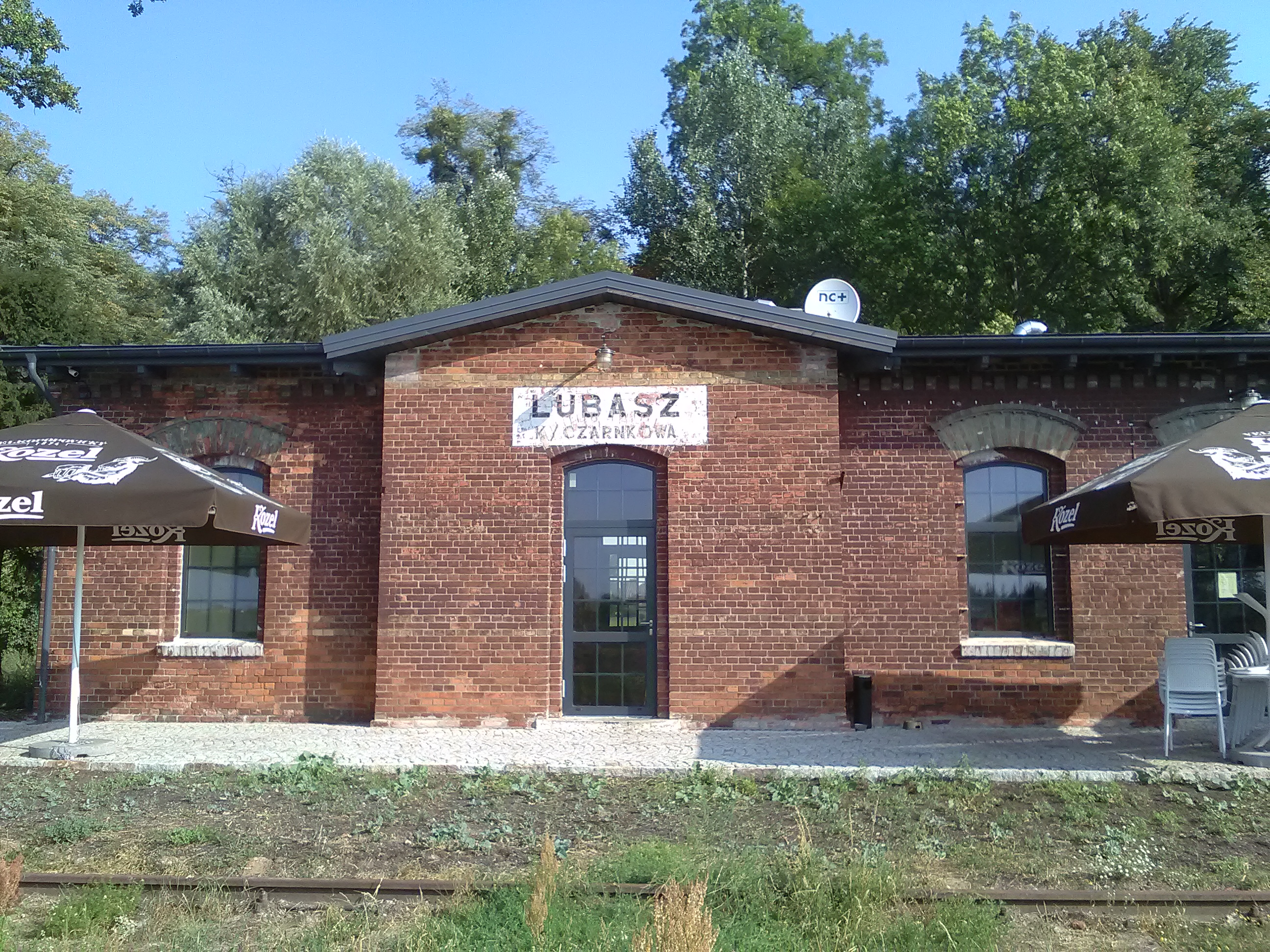
Dworzec kolejowy
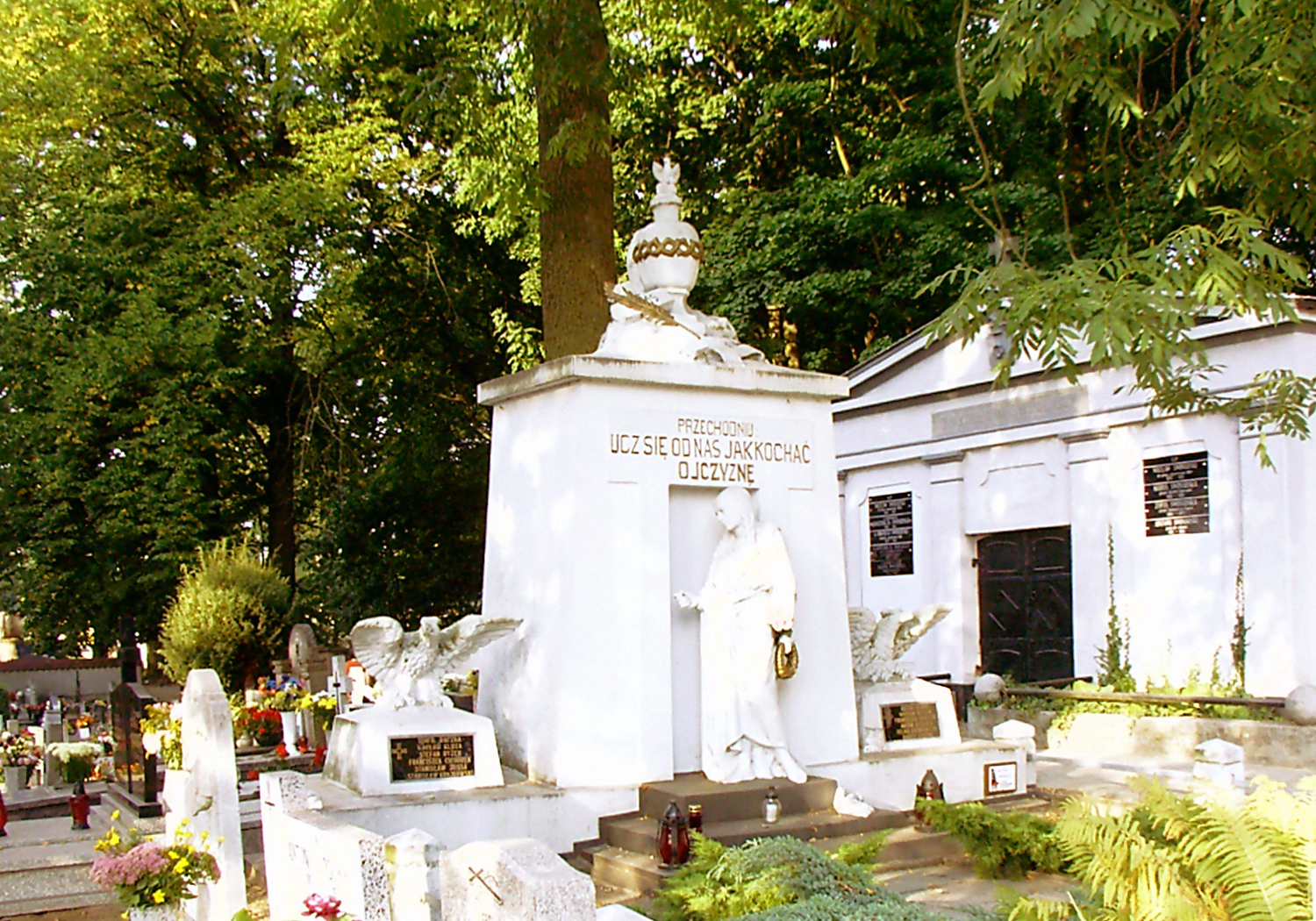
Cmentarz